# Élégies de Lygdamus
Les élégies de Lygdamus, ensemble de six élégies que la tradition nous a transmises dans le cadre du troisième livre du Corpus Tibullianum.
De nombreuses hypothèses sur l'identité de Lygdamus ont été étudiées, que résume Max Ponchont dans son édition des œuvres de Tibulle de 1924. La paternité de Tibulle sur cette œuvre, largement admise jusqu'au début du XIXe siècle, a été abandonnée.
Max Ponchont soutient que Lygdamus serait le pseudonyme du frère aîné d'Ovide, mort à 21 ans, et qui n'était alors qu'un poète amateur. Il était proche de Messala, comme tous les poètes et la poétesse Sulpicia regroupés dans le Corpus Tibullianum.
D'après Léon Herrmann, l'œuvre doit être attribuée à Césius Bassus.
Les élégies racontent l'histoire d'amour malheureuse du jeune homme avec une femme qu'il nomme Neaera qui l'abandonne pour un autre homme et qu'il tente de reconquérir en lui offrant ses poèmes.